# Sutvara (Kotor)
Pour les articles homonymes, voir Sutvara.
Sutvara (en serbe cyrillique : Сутвара) est un village du sud-ouest du Monténégro, dans la municipalité de Kotor.

## Démographie

### Évolution historique de la population
| 1948 | 1953 | 1961 | 1971 | 1981 | 1991 | 2003 |
| ---- | ---- | ---- | ---- | ---- | ---- | ---- |
| 132  | 133  | 139  | 133  | 114  | 240  | 325  |